# Daniel Treściński
Daniel Treściński (ur. 1 maja 1978 w Sosnowcu) – polski piłkarz występujący na pozycji obrońcy.

## Przebieg kariery
Urodził się w Sosnowcu, karierę rozpoczął w miejscowym MOSIR. Po dwóch latach skauci Zagłębia Sosnowiec wykupili zawodnika, aby po sezonie odszedł do pierwszoligowego ŁKS Łódź, z którym zdobył mistrzostwo. Kolejne kluby w karierze Treścińskiego to Polonia Gdańsk, Zagłębie Lubin, ponownie ŁKS oraz Stomil Olsztyn. Po epizodzie w Stomilu wrócił do Zagłębia Sosnowiec. Po 6 latach gry w Zagłębiu musiał opuścić klub w wyniku zamieszania w aferę korupcyjną. 26 czerwca 2008 związał się roczną umową z GKS-em Katowice. Po rozwiązaniu umowy z GKS Katowice, od rundy wiosennej 2008/2009, był zawodnikiem Stali Stalowa Wola. Po spadku klubu ze Stalowej Woli odszedł do czwartoligowego Orła Balin. 25 czerwca 2016 został wybrany na trenera MKS-u Sławków, od sezonu 2016/17 grający trener Miejskiego Klubu Sportowego Sławków. Na końcu sezonu 2016/17 zrezygnował z pracy w MKS-ie i przejął stanowisko trenera w Szczakowiance Jaworzno.

## Sukcesy
- Mistrzostwo Polski z ŁKS w sezonie 1997/98